# Дискографія Селени Гомес
Дискографія Селени Гомес як американської співачки й авторки пісень, складається з двох саундтреків, трьох синглів, двох рекламних синглів і п'яти кліпів. У період між 2008 і 2012, Гомес була солісткою гурту Selena Gomez & the Scene.
Гурт випустив три альбоми, Kiss & Tell, A Year Without Rain, та When The Sun Goes Down, і було продано понад 2,3 мільйона копій.
Пісні «Naturally», «Round & Round», «Year Without Rain», «Who Says» і «Love You Like a Love Song» досягли першої тридцятки в США і були успішні в Новій Зеландії, Канаді, Німеччині та Великій Британії.
У своїй сольній кар'єрі Гомес випустила сингл «Tell Me Something I Don't Know» і «Magic», яка досягла вершини в Сполучених Штатах. У січні 2013 року Гомес оголосила, що вона розпустила гурт і тепер буде сольною співачкою, а в березні 2013 року заявила, що «Come & Get It» є її новим синглом з її першого сольного альбому.

## Альбоми

### Студійні альбоми
| Назва       | Деталі альбому                                                                                      | Пікові позиції у чартах | Пікові позиції у чартах | Пікові позиції у чартах | Пікові позиції у чартах | Пікові позиції у чартах | Пікові позиції у чартах | Пікові позиції у чартах | Пікові позиції у чартах | Пікові позиції у чартах | Пікові позиції у чартах | Продажі                                           | Сертифікації                                                                            |
| Назва       | Деталі альбому                                                                                      | US                      | AUS                     | CAN                     | DEN                     | FRA                     | GER                     | NOR                     | NZ                      | SWI                     | UK                      | Продажі                                           | Сертифікації                                                                            |
| ----------- | --------------------------------------------------------------------------------------------------- | ----------------------- | ----------------------- | ----------------------- | ----------------------- | ----------------------- | ----------------------- | ----------------------- | ----------------------- | ----------------------- | ----------------------- | ------------------------------------------------- | --------------------------------------------------------------------------------------- |
| Stars Dance | - Реліз: 19 липня 2013 - Лейбл: Hollywood - Формат: CD, LP, цифрове завантаження, стриминг          | 1                       | 8                       | 1                       | 2                       | 12                      | 4                       | 1                       | 5                       | 6                       | 14                      | - США: 412,000 - Канада: 16,500 - Франція: 30,000 | - MC: Gold                                                                              |
| Revival     | - Реліз: 9 жовтня 2015 - Лейбл: Interscope - Формат: CD, LP, цифрове завантаження, стриминг         | 1                       | 3                       | 2                       | 6                       | 8                       | 12                      | 2                       | 2                       | 10                      | 11                      | - США: 441,000 - Канада: 29,385 - Франція: 15,000 | - RIAA: Platinum - BPI: Gold - IFPI DEN: 2× Platinum - IFPI NOR: 3× Platinum - MC: Gold |
| Rare        | - Реліз: 10 січня 2020 - Лейбл: Interscope - Формат: CD, LP, цифрове завантаження, касета, стриминг | 1                       | 1                       | 1                       | 5                       | 6                       | 3                       | 1                       | 2                       | 3                       | 2                       | - США: 123,000                                    | - BPI: Gold - IFPI DEN: Gold - IFPI NOR: Platinum - SNEP: Gold                          |

### Збірки
| Назва                                                                            | Деталі альбому                                                                             | Пікові позиції у чартах | Пікові позиції у чартах | Пікові позиції у чартах | Пікові позиції у чартах | Пікові позиції у чартах | Пікові позиції у чартах | Пікові позиції у чартах | Пікові позиції у чартах | Пікові позиції у чартах | Пікові позиції у чартах | Продажі        | Сертифікації  |
| Назва                                                                            | Деталі альбому                                                                             | US                      | AUT                     | BEL (FL)                | BEL (WA)                | FRA                     | IRE                     | ITA                     | NOR                     | SPA                     | UK                      | Продажі        | Сертифікації  |
| -------------------------------------------------------------------------------- | ------------------------------------------------------------------------------------------ | ----------------------- | ----------------------- | ----------------------- | ----------------------- | ----------------------- | ----------------------- | ----------------------- | ----------------------- | ----------------------- | ----------------------- | -------------- | ------------- |
| For You                                                                          | - Реліз: 24 листопада 2014 - Лейбл: Hollywood - Формат: CD, цифрове завантаження, стриминг | 24                      | 73                      | 40                      | 67                      | 80                      | 95                      | 34                      | 37                      | 40                      | 64                      | - США: 119,000 | - BPI: Silver |
| Love You Like a Love Song, Come & Get It, and More                               | - Реліз: 20 серпня 2021 - Лейбл: UMG Recordings - Format: стриминг                         | —                       | —                       | —                       | —                       | —                       | —                       | —                       | —                       | —                       | —                       |                |               |
| «—» релізи, що не потрапили у чарти або не були випущені у відповідних регіонах. |                                                                                            |                         |                         |                         |                         |                         |                         |                         |                         |                         |                         |                |               |

## Мініальбоми
| Назва                                                                            | Деталі альбому                                                                                                | Пікові позиції у чартах | Пікові позиції у чартах | Пікові позиції у чартах | Пікові позиції у чартах | Пікові позиції у чартах | Пікові позиції у чартах | Пікові позиції у чартах | Пікові позиції у чартах | Пікові позиції у чартах | Пікові позиції у чартах | Продажі       |
| Назва                                                                            | Деталі альбому                                                                                                | US                      | AUT                     | CAN                     | FRA                     | GER                     | ITA                     | NLD                     | SPA                     | SWI                     | UK                      | Продажі       |
| -------------------------------------------------------------------------------- | --- | ----------------------- | ----------------------- | ----------------------- | ----------------------- | ----------------------- | ----------------------- | ----------------------- | ----------------------- | ----------------------- | ----------------------- | ------------- |
| Another Cinderella Story                                                         | - Реліз: 16 червня 2009 - Лейбл: Razor & Tie - Формат: цифрове завантаження                                   | —                       | —                       | —                       | —                       | —                       | —                       | —                       | —                       | —                       | —                       |               |
| For You                                                                          | - Реліз: 1 січня 2015 - Лейбл: Hollywood - Формат: стриминг                                                   | —                       | —                       | —                       | —                       | —                       | —                       | —                       | —                       | —                       | —                       |               |
| Selena × Votes                                                                   | - Реліз: 30 жовтня 2020 - Лейбл: Interscope - Формат: цифрове завантаження, стриминг                          | —                       | —                       | —                       | —                       | —                       | —                       | —                       | —                       | —                       | —                       |               |
| Revelación                                                                       | - Реліз: 12 березня 2021 - Лейбл: Interscope - Формат: CD, LP, цифрове завантаження, компакт-касета, стриминг | 22                      | 33                      | 38                      | 36                      | 39                      | 33                      | 52                      | 4                       | 19                      | 28                      | - США: 24,000 |
| «—» релізи, що не потрапили у чарти або не були випущені у відповідних регіонах. | |                         |                         |                         |                         |                         |                         |                         |                         |                         |                         |               |

## Сингли

### Як головний виконавець
| Назва                                                                            | Рік  | Пікові позиції у чартах | Пікові позиції у чартах | Пікові позиції у чартах | Пікові позиції у чартах | Пікові позиції у чартах | Пікові позиції у чартах | Пікові позиції у чартах | Пікові позиції у чартах | Пікові позиції у чартах | Пікові позиції у чартах | Сертифікації | Альбом                            |
| Назва                                                                            | Рік  | US                      | AUS                     | CAN                     | DEN                     | GER                     | IRE                     | NOR                     | NZ                      | SWE                     | UK                      | Сертифікації | Альбом                            |
| -------------------------------------------------------------------------------- | ---- | ----------------------- | ----------------------- | ----------------------- | ----------------------- | ----------------------- | ----------------------- | ----------------------- | ----------------------- | ----------------------- | ----------------------- | --- | --------------------------------- |
| «Tell Me Something I Don't Know»                                                 | 2008 | 58                      | —                       | —                       | —                       | —                       | —                       | —                       | —                       | —                       | —                       | | Another Cinderella Story          |
| «Magic»                                                                          | 2009 | 61                      | —                       | 80                      | —                       | —                       | —                       | 5                       | —                       | —                       | 90                      | | Wizards of Waverly Place          |
| «Come & Get It»                                                                  | 2013 | 6                       | 46                      | 6                       | 34                      | 58                      | 6                       | 16                      | 14                      | —                       | 8                       | - RIAA: 5× Platinum - ARIA: Gold - BPI: Gold - IFPI DEN: Gold - IFPI NOR: Platinum - MC: 2× Platinum - RMNZ: Gold                                                                    | Stars Dance                       |
| «Slow Down»                                                                      | 2013 | 27                      | 93                      | 29                      | —                       | —                       | 98                      | —                       | —                       | —                       | —                       | - RIAA: 2× Platinum | Stars Dance                       |
| «The Heart Wants What It Wants»                                                  | 2014 | 6                       | 33                      | 6                       | 9                       | 53                      | 60                      | 13                      | 19                      | 53                      | 30                      | - RIAA: 4× Platinum - BPI: Silver - GLF: Gold - IFPI DEN: Platinum - IFPI NOR: 4× Platinum - MC: Platinum                                                                            | For You                           |
| «Good for You» (featuring ASAP Rocky)                                            | 2015 | 5                       | 10                      | 8                       | 11                      | 29                      | 23                      | 9                       | 14                      | 24                      | 23                      | - RIAA: 3× Platinum - ARIA: 2× Platinum - BPI: Platinum - BVMI: Gold - GLF: 2× Platinum - IFPI DEN: Platinum - IFPI NOR: 3× Platinum - MC: 2× Platinum - RMNZ: Gold                  | Revival                           |
| «Same Old Love»                                                                  | 2015 | 5                       | 33                      | 6                       | 23                      | 56                      | 72                      | 37                      | —                       | 37                      | 81                      | - RIAA: 3× Platinum - BPI: Gold - BVMI: Gold - GLF: Platinum - IFPI DEN: Platinum - IFPI NOR: 2× Platinum - MC: 2× Platinum - RMNZ: Gold                                             | Revival                           |
| «Hands to Myself»                                                                | 2016 | 7                       | 13                      | 5                       | 22                      | 52                      | 24                      | 18                      | 5                       | 20                      | 14                      | - RIAA: 2× Platinum - ARIA: 2× Platinum - BPI: Platinum - BVMI: Gold - GLF: 2× Platinum - IFPI DEN: Platinum - IFPI NOR: 2× Platinum - MC: Platinum - RMNZ: Platinum                 | Revival                           |
| «Kill Em with Kindness»                                                          | 2016 | 39                      | 33                      | 14                      | 30                      | 39                      | 24                      | 33                      | 28                      | 34                      | 35                      | - RIAA: Platinum - ARIA: Platinum - BPI: Gold - BVMI: Gold - GLF: Platinum - IFPI DEN: Gold - IFPI NOR: Platinum                                                                     | Revival                           |
| «It Ain't Me» (with Kygo)                                                        | 2017 | 10                      | 4                       | 2                       | 2                       | 2                       | 2                       | 1                       | 3                       | 2                       | 7                       | - RIAA: 3× Platinum - ARIA: 5× Platinum - BPI: 2× Platinum - BVMI: 2× Platinum - GLF: 7× Platinum - IFPI DEN: 2× Platinum - IFPI NOR: 7× Platinum - MC: 9× Platinum - RMNZ: Platinum | Stargazing та Rare                |
| «Bad Liar»                                                                       | 2017 | 20                      | 13                      | 11                      | 38                      | 36                      | 23                      | 28                      | 17                      | 23                      | 21                      | - RIAA: Platinum - ARIA: Platinum - BPI: Gold - GLF: Gold - IFPI DEN: Gold - IFPI NOR: Platinum - MC: Platinum                                                                       | Rare                              |
| «Fetish» (featuring Gucci Mane)                                                  | 2017 | 27                      | 23                      | 10                      | 22                      | 36                      | 29                      | 29                      | 16                      | 24                      | 33                      | - RIAA: Platinum - ARIA: Gold - BPI: Silver - GLF: Gold - IFPI DEN: Gold - IFPI NOR: Platinum - MC: Platinum                                                                         | Rare                              |
| «Wolves» (with Marshmello)                                                       | 2017 | 20                      | 5                       | 7                       | 8                       | 11                      | 5                       | 5                       | 10                      | 7                       | 9                       | - RIAA: 2× Platinum - ARIA: 3× Platinum - BPI: Platinum - BVMI: Platinum - GLF: 2× Platinum - IFPI DEN: Platinum - IFPI NOR: 3× Platinum - MC: 3× Platinum - RMNZ: Platinum          | Rare                              |
| «Back to You»                                                                    | 2018 | 18                      | 4                       | 4                       | 12                      | 19                      | 4                       | 10                      | 8                       | 14                      | 13                      | - RIAA: 2× Platinum - ARIA: 2× Platinum - BPI: Platinum - BVMI: Gold - GLF: Platinum - IFPI DEN: Platinum - IFPI NOR: 3× Platinum - RMNZ: Gold                                       | 13 Reasons Why: Season 2 and Rare |
| «I Can't Get Enough» (with Benny Blanco, Tainy and J Balvin)                     | 2019 | 66                      | 43                      | 33                      | —                       | 53                      | 20                      | —                       | —                       | 53                      | 42                      | - RIAA: Gold - MC: Platinum | Сингл без альбому                 |
| «Lose You to Love Me»                                                            | 2019 | 1                       | 2                       | 1                       | 8                       | 7                       | 1                       | 2                       | 2                       | 6                       | 3                       | - RIAA: 3× Platinum - ARIA: 2× Platinum - BPI: Platinum - BVMI: Gold - GLF: Platinum - IFPI DEN: Platinum - IFPI NOR: 2× Platinum - MC: 2× Platinum - RMNZ: Gold                     | Rare                              |
| «Look at Her Now»                                                                | 2019 | 27                      | 29                      | 13                      | —                       | 43                      | 15                      | 15                      | 23                      | 53                      | 26                      | - IFPI NOR: Gold | Rare                              |
| «Rare»                                                                           | 2020 | 30                      | 22                      | 21                      | 36                      | 42                      | 17                      | 29                      | 28                      | 44                      | 28                      | - ARIA: Gold - BPI: Silver - IFPI NOR: Gold - MC: Gold | Rare                              |
| «Boyfriend»                                                                      | 2020 | 59                      | 54                      | 66                      | —                       | 86                      | 35                      | —                       | —                       | —                       | 55                      | | Rare                              |
| «Past Life» (Remix) (with Trevor Daniel)                                         | 2020 | 77                      | —                       | 68                      | —                       | —                       | —                       | —                       | —                       | —                       | —                       | - RIAA: Gold} - MC: Gold | Сингл без альбому                 |
| «Ice Cream» (with Blackpink)                                                     | 2020 | 13                      | 16                      | 11                      | —                       | 78                      | 33                      | —                       | 18                      | 78                      | 39                      | - ARIA: Platinum - IFPI NOR: Gold - MC: Gold | The Album                         |
| «De Una Vez»                                                                     | 2021 | 92                      | —                       | 91                      | —                       | —                       | 100                     | —                       | —                       | —                       | —                       | | Revelación                        |
| «Baila Conmigo» (with Rauw Alejandro)                                            | 2021 | 74                      | —                       | 68                      | —                       | 86                      | 62                      | —                       | —                       | —                       | —                       | | Revelación                        |
| «Selfish Love» (with DJ Snake)                                                   | 2021 | —                       | —                       | 71                      | —                       | —                       | 61                      | —                       | —                       | —                       | 93                      | | Revelación                        |
| «999» (with Camilo)                                                              | 2021 | —                       | —                       | —                       | —                       | —                       | —                       | —                       | —                       | —                       | —                       | | Сингл без альбому                 |
| «Let Somebody Go» (with Coldplay)                                                | 2022 | 91                      | 66                      | 45                      | —                       | 74                      | 25                      | 19                      | —                       | 28                      | 24                      | | Music of the Spheres              |
| «Calm Down (Remix)» (with Rema)                                                  | 2022 | 3                       | 11                      | 1                       | —                       | —                       | —                       | —                       | 7                       | —                       | —                       | - ARIA: 4× Platinum - MC: 7× Platinum - RMNZ: 2× Platinum | Rave & Roses Ultra                |
| «My Mind & Me»                                                                   | 2022 | 83                      | 98                      | 63                      | —                       | —                       | 50                      | —                       | —                       | 76                      | 78                      | | Сингли поза альбомом              |
| «Single Soon»                                                                    | 2023 | 19                      | 26                      | 17                      | —                       | 68                      | 19                      | 16                      | 35                      | 43                      | 21                      | - MC: Gold | Сингли поза альбомом              |
| «—» релізи, що не потрапили у чарти або не були випущені у відповідних регіонах. |      |                         |                         |                         |                         |                         |                         |                         |                         |                         |                         | |                                   |

### Як запрошена виконавиця
| Назва                                                                                  | Рік  | Пікові позиції у чартах | Пікові позиції у чартах | Пікові позиції у чартах | Пікові позиції у чартах | Пікові позиції у чартах | Пікові позиції у чартах | Пікові позиції у чартах | Пікові позиції у чартах | Пікові позиції у чартах | Пікові позиції у чартах | Сертифікації | Альбом                   |
| Назва                                                                                  | Рік  | US                      | AUS                     | CAN                     | DEN                     | FRA                     | GER                     | ITA                     | NOR                     | NZ                      | UK                      | Сертифікації | Альбом                   |
| -------------------------------------------------------------------------------------- | ---- | ----------------------- | ----------------------- | ----------------------- | ----------------------- | ----------------------- | ----------------------- | ----------------------- | ----------------------- | ----------------------- | ----------------------- | --- | ------------------------ |
| «Whoa Oh! (Me vs. Everyone)» (Remix) (Forever the Sickest Kids featuring Selena Gomez) | 2009 | —                       | —                       | —                       | —                       | —                       | —                       | —                       | —                       | —                       | —                       | | Сингл без альбому        |
| «I Want You to Know» (Zedd featuring Selena Gomez)                                     | 2015 | 17                      | 22                      | 19                      | 25                      | 61                      | 39                      | 49                      | 15                      | —                       | 14                      | - RIAA: Platinum - ARIA: Gold - BPI: Silver - BVMI: Gold - FIMI: Gold - IFPI DEN: Gold | True Colors              |
| «We Don't Talk Anymore» (Charlie Puth featuring Selena Gomez)                          | 2016 | 9                       | 10                      | 11                      | 13                      | 8                       | 52                      | 1                       | 10                      | 8                       | 14                      | - RIAA: 5× Platinum - ARIA: 6× Platinum - BPI: Platinum - BVMI: Gold - FIMI: 5× Platinum - IFPI DEN: 2× Platinum - IFPI NOR: 2× Platinum - MC: 4× Platinum - RMNZ: Platinum - SNEP: Diamond | Nine Track Mind          |
| «Hands» (among various artists)                                                        | 2016 | —                       | —                       | —                       | —                       | —                       | —                       | —                       | —                       | —                       | —                       | | Non-album charity single |
| «Trust Nobody» (Cashmere Cat featuring Selena Gomez and Tory Lanez)                    | 2016 | —                       | 46                      | 61                      | —                       | 174                     | —                       | 92                      | —                       | —                       | 92                      | - RIAA: Gold | 9                        |
| «Taki Taki» (DJ Snake featuring Selena Gomez, Ozuna and Cardi B)                       | 2018 | 11                      | 24                      | 7                       | 8                       | 2                       | 8                       | 2                       | 15                      | 12                      | 15                      | - RIAA: 4× Platinum - ARIA: 2× Platinum - BPI: Platinum - BVMI: Platinum - FIMI: 2× Platinum - IFPI DEN: Platinum - IFPI NOR: 2× Platinum - MC: 3× Platinum - RMNZ: Gold - SNEP: Diamond    | Carte Blanche            |
| «Anxiety» (Julia Michaels featuring Selena Gomez)                                      | 2019 | —                       | 67                      | 69                      | —                       | —                       | —                       | —                       | —                       | —                       | —                       | - MC: Gold | Inner Monologue Part 1   |
| «—» релізи, що не потрапили у чарти або не були випущені у відповідних регіонах.       |      |                         |                         |                         |                         |                         |                         |                         |                         |                         |                         | |                          |

### Промо-сингли
| Назва                                                                            | Рік  | Пікові позиції у чартах | Пікові позиції у чартах | Пікові позиції у чартах | Пікові позиції у чартах | Пікові позиції у чартах | Пікові позиції у чартах | Пікові позиції у чартах | Пікові позиції у чартах | Пікові позиції у чартах | Пікові позиції у чартах | Сертифікації                  | Альбом                     |
| Назва                                                                            | Рік  | US                      | AUS                     | CAN                     | FRA                     | GER                     | NOR                     | POL                     | SWE                     | SWI                     | UK                      | Сертифікації                  | Альбом                     |
| -------------------------------------------------------------------------------- | ---- | ----------------------- | ----------------------- | ----------------------- | ----------------------- | ----------------------- | ----------------------- | ----------------------- | ----------------------- | ----------------------- | ----------------------- | ----------------------------- | -------------------------- |
| «Send It On» (with Miley Cyrus, Jonas Brothers and Demi Lovato)                  | 2009 | 20                      | —                       | —                       | —                       | —                       | —                       | —                       | —                       | —                       | —                       |                               | Non-album charity single   |
| »Shake It Up"                                                                    | 2011 | —                       | —                       | —                       | —                       | —                       | —                       | —                       | —                       | —                       | —                       | - RIAA: Gold                  | Shake It Up: Break It Down |
| «Me & the Rhythm»                                                                | 2015 | —                       | —                       | 57                      | 143                     | —                       | —                       | —                       | —                       | —                       | —                       |                               | Revival                    |
| «Feel Me»                                                                        | 2020 | 98                      | 58                      | 56                      | 175                     | 63                      | 32                      | 1                       | 71                      | 39                      | 89                      | - IFPI NOR: Gold - ZPAV: Gold | Rare                       |
| «—» релізи, що не потрапили у чарти або не були випущені у відповідних регіонах. |      |                         |                         |                         |                         |                         |                         |                         |                         |                         |                         |                               |                            |

## Інші пісні у чартах
| Назва                                                                            | Рік  | Пікові позиції у чартах | Пікові позиції у чартах | Пікові позиції у чартах | Пікові позиції у чартах | Пікові позиції у чартах | Пікові позиції у чартах | Пікові позиції у чартах | Пікові позиції у чартах | Пікові позиції у чартах | Пікові позиції у чартах | Альбом                      |
| Назва                                                                            | Рік  | US                      | US Latin                | CAN                     | CIS                     | FRA                     | NZ Hot                  | POR                     | RUS                     | SPA                     | SWE Heat.               | Альбом                      |
| -------------------------------------------------------------------------------- | ---- | ----------------------- | ----------------------- | ----------------------- | ----------------------- | ----------------------- | ----------------------- | ----------------------- | ----------------------- | ----------------------- | ----------------------- | --------------------------- |
| «New Classic» (with Drew Seeley)                                                 | 2009 | —                       | —                       | —                       | —                       | —                       | —                       | —                       | —                       | —                       | —                       | Another Cinderella Story    |
| «One and the Same» (with Demi Lovato)                                            | 2009 | 82                      | —                       | —                       | —                       | —                       | —                       | —                       | —                       | —                       | —                       | Disney Channel Playlist     |
| «Bidi Bidi Bom Bom» (with Selena)                                                | 2012 | —                       | —                       | —                       | —                       | —                       | —                       | —                       | —                       | —                       | —                       | Enamorada de Ti and For You |
| «Birthday»                                                                       | 2013 | —                       | —                       | —                       | —                       | —                       | —                       | —                       | —                       | —                       | —                       | Stars Dance                 |
| «Stars Dance»                                                                    | 2013 | —                       | —                       | —                       | —                       | 102                     | —                       | —                       | —                       | —                       | —                       | Stars Dance                 |
| «Sober»                                                                          | 2015 | —                       | —                       | —                       | —                       | —                       | —                       | —                       | —                       | —                       | —                       | Revival                     |
| «Me & My Girls»                                                                  | 2015 | —                       | —                       | 77                      | —                       | —                       | —                       | —                       | —                       | —                       | —                       | Revival                     |
| «Only You»                                                                       | 2017 | —                       | —                       | —                       | —                       | —                       | —                       | —                       | —                       | —                       | 12                      | 13 Reasons Why              |
| «Dance Again»                                                                    | 2020 | —                       | —                       | 96                      | 14                      | —                       | 14                      | 124                     | 13                      | —                       | —                       | Rare                        |
| «Ring»                                                                           | 2020 | —                       | —                       | —                       | —                       | —                       | 15                      | 141                     | —                       | —                       | —                       | Rare                        |
| «Vulnerable»                                                                     | 2020 | —                       | —                       | 87                      | —                       | —                       | 13                      | 129                     | —                       | —                       | —                       | Rare                        |
| «People You Know»                                                                | 2020 | —                       | —                       | —                       | —                       | —                       | —                       | 143                     | —                       | —                       | —                       | Rare                        |
| «Let Me Get Me»                                                                  | 2020 | —                       | —                       | —                       | —                       | —                       | —                       | 178                     | —                       | —                       | —                       | Rare                        |
| «Crowded Room» (featuring 6lack)                                                 | 2020 | —                       | —                       | 92                      | —                       | —                       | —                       | 156                     | —                       | —                       |                         | Rare                        |
| «Souvenir»                                                                       | 2020 | —                       | —                       | —                       | —                       | —                       | 26                      | —                       | —                       | —                       | —                       | Rare                        |
| «Buscando Amor»                                                                  | 2021 | —                       | —                       | —                       | —                       | —                       | —                       | —                       | —                       | —                       | —                       | Revelación                  |
| «Dámelo To'» (featuring Myke Towers)                                             | 2021 | —                       | 20                      | —                       | —                       | —                       | 29                      | —                       | —                       | 90                      | —                       | Revelación                  |
| «Vicio»                                                                          | 2021 | —                       | —                       | —                       | —                       | —                       | —                       | —                       | —                       | —                       | —                       | Revelación                  |
| «Adiós»                                                                          | 2021 | —                       | —                       | —                       | —                       | —                       | —                       | —                       | —                       | —                       | —                       | Revelación                  |
| «—» релізи, що не потрапили у чарти або не були випущені у відповідних регіонах. |      |                         |                         |                         |                         |                         |                         |                         |                         |                         |                         |                             |

## Нотатки
1. ↑  Продажі наведені без урахування цифрових завантаженнь та стримингу
2. 1 2 3 4 5  Продажі у США наведені станом на липень 2021[12].
3. ↑  Продажі за перший тиждень для Stars Dance[13].
4. ↑  Продажі Stars Dance у Франції наведені станом на жовтень 2015[14].
5. ↑  Продажі Revival у Канаді наведені за період з січня по грудень 2016[17], включно з першим тижнем[18] у чарті Billboard Canadian Albums Chart.
6. ↑  Продажі Revival у Франції наведені станом на квітень 2016[19].
7. ↑  Сингл «Tell Me Something I Don't Know» не потрапив у ARIA Singles Chart, але посів 13 місце у ARIA Hitseekers Singles Chart[44].
8. ↑  Сингл «Tell Me Something I Don't Know» не потрапив у UK Singles Chart, але посів 13 місце у UK Independent Singles Breakers Chart[10].
9. ↑  Сингл «Same Old Love» не потрапив у NZ Top 40 Singles Chart, але посів 2 місце у чарті NZ Heatseekers[56].
10. 1 2 3  Ця пісня є тільки на виданнях для Target та японському делюкс-виданні Rare.
11. ↑  Сингл «I Can't Get Enough» не потрапив у NZ Top 40 Singles Chart, але посів 4 місце у NZ Hot Singles Chart[79].
12. 1 2  Ця пісня є тільки на делюкс-виданні альбому Rare.
13. ↑  Сингл «Boyfriend» не потрапив у NZ Top 40 Singles Chart, але посів 1 місце у NZ Hot Singles Chart[83].
14. ↑  Сингл «Boyfriend» не потрапив у Swedish Singellista Chart, але посів 3 місце у Swedish Heatseeker Chart[84].
15. ↑  "Past Life" did not enter the NZ Top 40 Singles Chart, but peaked at number five on the NZ Hot Singles Chart.[85]
16. ↑  Сингл «De Una Vez» не потрапив у NZ Top 40 Singles Chart, але посів 16 місце у NZ Hot Singles Chart[88].
17. ↑  Сингл «De Una Vez» не потрапив у UK Singles Chart, але посів 63 місце у UK Singles Downloads Chart[89].
18. ↑  "Baila Conmigo" did not enter the NZ Top 40 Singles Chart, but peaked at number four on the NZ Hot Singles Chart.[90]
19. ↑  "Baila Conmigo" did not enter the Swedish Singellista Chart, but peaked at number 12 on the Swedish Heatseeker Chart.[91]
20. ↑  "Selfish Love" did not enter the US Billboard Hot 100, but peaked at number five on the US Bubbling Under Hot 100 chart.[92]
21. ↑  "Selfish Love" did not enter the NZ Top 40 Singles Chart, but peaked at number 14 on the NZ Hot Singles Chart.[93]
22. ↑  "Selfish Love" did not enter the Swedish Singellista Chart, but peaked at number 19 on the Swedish Heatseeker Chart.[94]
23. ↑  "999" did not enter the US Billboard Hot 100, but peaked at number twenty-five on the US Hot Latin Songs chart.[95]
24. ↑  "Let Somebody Go" did not enter the NZ Top 40 Singles Chart, but peaked at number four on the NZ Hot Singles Chart.[96]
25. ↑  The remix of "Calm Down" was originally released as a standalone single, but was later included on the deluxe edition of Rave & Roses.[97]
26. ↑  "Calm Down" did not enter the Swedish Singellista Chart, but peaked at number four on the Swedish Heatseeker Chart.[98]
27. ↑  "My Mind & Me" did not enter the NZ Top 40 Singles Chart, but peaked at number 13 on the NZ Hot Singles Chart.[100]
28. ↑  "Trust Nobody" did not enter the US Billboard Hot 100, but peaked at number six on the US Bubbling Under Hot 100 chart.[92]
29. ↑  "Anxiety" did not enter the NZ Top 40 Singles Chart, but peaked at number eight on the NZ Hot Singles chart.[114]
30. ↑  Сингл «Shake It Up» не потрапив у Billboard Hot 100, але посів 9 місце у чарті US Bubbling Under Hot 100 Singles[92].
31. ↑  Сингл «Me & the Rhythm» не потрапив у Billboard Hot 100, але посів 6 місце у чарті US Bubbling Under Hot 100 Singles[92].
32. ↑  This song only appears on the deluxe edition, digital bonus track version and vinyl edition of Rare.
33. ↑  Пісня «New Classic» не потрапила у Billboard Hot 100, але посіла 14 місце у чарті US Bubbling Under Hot 100 Singles[92].
34. ↑  Пісня «Bidi Bidi Bom Bom» не потрапила у Hot Latin Songs, але посіла 38 місце у Billboard Latin Digital Song Sales[124].
35. ↑  "Birthday" did not enter the Billboard Hot 100, but peaked at number twelve on the US Bubbling Under Hot 100 Singles chart[92].
36. ↑  Пісня «Sober» не потрапила у Billboard Hot 100, але посіла 22 місце у чарті US Bubbling Under Hot 100 Singles[92].
37. ↑  Пісня «Dance Again» не потрапила у Billboard Hot 100, але посіла 19 місце у чарт US Bubbling Under Hot 100 Singles[92].
38. ↑  "Ring" did not enter the Billboard Hot 100, but peaked at number seventeen on the US Bubbling Under Hot 100 Singles chart.[92]
39. ↑  "Vulnerable" did not enter the Billboard Hot 100, but peaked at number fourteen on the US Bubbling Under Hot 100 Singles chart.[92]
40. ↑  "Crowded Room" did not enter the Billboard Hot 100, but peaked at number twenty on the US Bubbling Under Hot 100 Singles chart.[92]
41. ↑  "Buscando Amor" did not enter the Hot Latin Songs, but peaked at number thirteen on the Billboard Latin Digital Song Sales.[124]
42. ↑  Пісня «Vicio» не потрапила у Hot Latin Songs, але посіла 22 місце у чарті Billboard Latin Digital Song Sales[124].
43. ↑  Пісня «Adiós» не потрапила у Hot Latin Songs, але посіла 16 місце у Billboard Latin Digital Song Sales[124].